# Monotypia

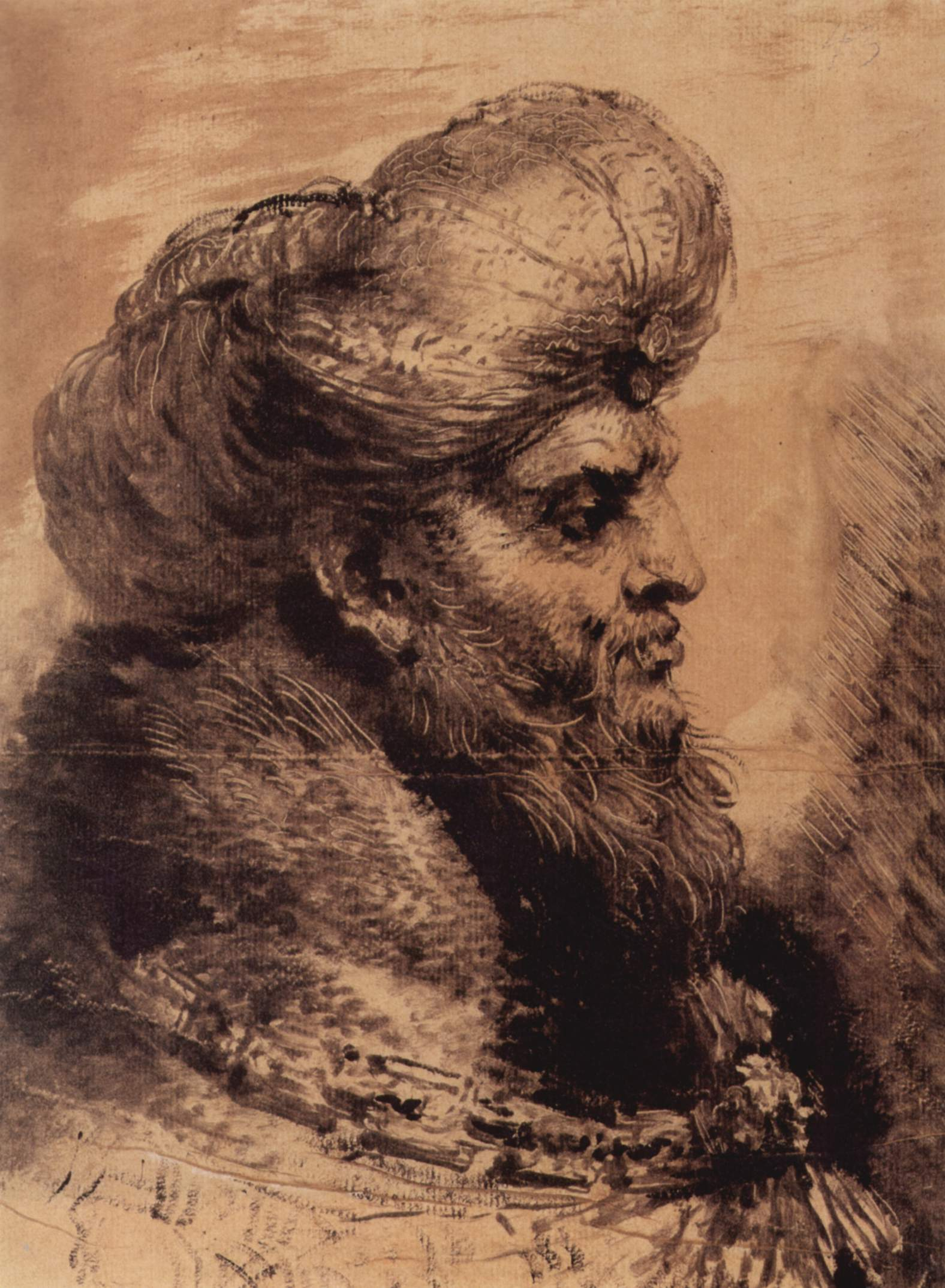
Giovanni Benedetto Castiglione, przykład akwarelowanej monotypii wzbogaconej techniką olejną

Monotypia (gr. monos – jeden, typos – odbicie) – artystyczna technika graficzna, należąca do druku płaskiego, wyróżniająca się tym, że pozwala na uzyskanie tylko jednej odbitki. Wynalezienie monotypii przypisuje się włoskiemu malarzowi Giovanni Benedetto Castiglione, zw. Il Grechetto.
Przez długi czas trwał spór, czy monotypia jest techniką graficzną, skoro nie umożliwia wykonania określonej liczby prac (odbitek). Jednak droga tworzenia pokazuje sama charakter tej techniki: wymaga rozprowadzenia farby po metalowej lub szklanej powierzchni. Następnie praca zostaje odbita na papierze za pomocą wałka, tamponu lub kostki. Często do wykonania jednej odbitki artyści dla uzyskania pożądanego efektu pokrywają farbą metalową płytę kilkakrotnie. Technika ta nazywana jest monotypią olejną, w odróżnieniu od monotypii graficznej, w której odbitkę uzyskuje się poprzez rysowanie na odwrocie przyłożonego do rozprowadzonej farby papieru.
Niektórzy nazywają monotypię techniką przypadku, natomiast oponenci ripostują, że artysta świadomie decyduje o grubości warstwy farby i jej gęstości oraz kierunku prowadzenia wałka, wilgotności papieru itp. Posługiwanie się tą techniką wymaga długotrwałych prób, bo tylko świadome kierowanie procesem technicznym może zaowocować powstaniem artystycznych prac.
Wśród polskich artystów zajmujących się monotypią można znaleźć Wojciecha Weissa, Marię Jaremę, Andrzeja Wróblewskiego, Beatę Nehring, Zdzisława Beksińskiego i Henryka Płóciennika.